# 논산 돈암서원 응도당
논산 돈암서원 응도당(論山 遯岩書院 凝道堂)은 대한민국 충청남도 논산시 연산면 돈암서원에 있는 조선시대의 건축물이다. 2008년 7월 10일 대한민국의 보물 제1569호로 지정되었다.

## 개요
돈암서원 응도당은 유생들이 공부하던 곳으로, 1880년(고종 17년) 서원을 현재의 위치로 옮길 때 옛터에 남아 있던 것을 1971년에 옮겨서 지었다.
서원이나 향교에서 강학 공간으로 사용하는 강당이 사당 방향과 직각으로 배치되는 예는 드문 편인데, 응도당은 강학 공간에 전면에 직각방향으로 틀어서 배치되어 있다. 여러 기록에 의하면 돈암서원의 건물 배치와 규모는 김장생이 강경 죽림서원을 창건했던 규례를 이어받은 것이라고 한다. 장수강학의 성격을 가진 강당으로, 원래의 건물은 드물게 큰 규모와 옛 규제를 충실히 따랐다 한다.
응도당은 정면 5칸, 측면 3칸의 누 마루식 건물로 겹치마에 맞배지붕의 주심포 계통의 건물이며, 박공널 밑에 비바람을 막기 위한 방풍판을 설치하고 풍판 아래에는 눈썹지붕을 퇴칸처럼 달았다. 응도당은 기와에 씌여 있는 명문으로 보아 1633년(인조 11년)에 건립되었음을 알 수 있다.

## 보물 지정사유
돈암서원은 사계 김장생을 주향으로 1634년(인조 12) 창건되었으며 1659년(효종 10) 사액되었다. 1658년(효종 9) 신독재 김집을 추배하였고 이어 1688년(숙종 14)에 동춘당 송준길, 1695년에는 우암 송시열을 각각 추배하였다.
응도당은 당초 서원을 충남 연산면 임리 249번지에 창건할 때 함께 건립한 이후, 1881년(고종 8년) 침수피해로 인하여 서원을 임리 74번지로 이건할 때 재정적인 부담 때문에 옮기지 못하였다가 1971년 현재의 위치로 이건하였다.
응도당은 현존하는 서원 강당 건물로는 거의 유일하게 고대 예서에서 말하는 하옥제도(厦屋制度)를 본받아 지어진 건물이다. 그 특징은 평면구성에서 중당(中堂)과 동서상(東西廂), 중당 뒤에 중실(中室)과 좌우방(左右房)과 동서 협실(東西 夾室)을 두는 것이며 지붕은 맛배지붕 형태에 양 측면에 덧지붕의 일종인 영(榮)을 두는 것이다. 현재 응도당은 내부 바닥 일부 및 창호가 변형되었지만 기본적인 평면구성이나 영 등이 잘 남아있다.
응도당은 비록 당초 위치에서 이전되기는 하였지만 17세기 조선의 선비들이 이상적인 고대 예제를 따라 건물을 조성하려고 했던 노력을 눈으로 확인할 수 있는 귀중한 사례이며 현존하는 건물 역시 그러한 특징이 잘 남아있다는 점에서 보물지정의 가치가 충분하다고 판단된다.

## 같이 보기
- 돈암서원

## 참고 자료
- 논산 돈암서원 응도당 - 국가유산청 국가유산포털